# Couvent des Bernardines de Clermont-Ferrand
Le couvent des bernardines de Clermont-Ferrand est un monastère de cisterciennes réformées établi à Clermont-Ferrand dans le département du Puy-de-Dôme.

## Localisation
Le couvent était situé à Clermont-Ferrand, rue Bardoux à proximité du Jardin Lecoq.

## Histoire
L’insécurité engendrée par les guerres de religion et les troubles liés au relâchement du comportement des religieuses, à l'instar de celui de leur abbesse comandataire Gabrielle de Chabannes, mettant en danger la communauté de l’abbaye de l'Éclache établie depuis 1159 sur le territoire de Prondines, Mgr Joachim d'Estaing, évêque de Clermont, décide en 1646 de la mettre en un lieu plus sur d’où il pourra veiller au respect de la règle .
Après une installation provisoire dans la maison de la Châsse au 70 rue Fontgiève dans l'ancien quartier juif, le couvent est construit dans la Cour des Aides déjà occupée par d'autres communautés religieuses, entre ceux des Bénédictines au nord et des Capucins au sud. Il s’ensuit des conflits avec la famille de l’abbesse qui nécessitent la médiation de Claude Vaussin, abbé de Cîteaux (1643 -1670). 
Soutenu par une partie de la communauté celui-ci établit alors la réforme de Rumilly sur le nouveau couvent. Gabrielle de Chabannes renonce en 1652 à sa charge abbatiale qu'elle transmet à une de ses nièces aussi rebelle qu'elle. Mais le nouvel archevêque, Louis d'Estaing (frère du précédent) soutient les religieuses qui refusent le retour dans l'ancienne abbaye « pour éviter la ruine de la discipline ».
En 1667 les religieuses ne sont que seize et ce nombre diminue jusqu'à la Révolution : elles ne sont plus que onze lors de la dissolution en 1790. À cette date, c'est la dernière maison de cisterciennes de toute l'Auvergne avec cependant une moyenne d'âge de 44 ans et demi qui en fait la plus jeune des maisons religieuses d'Auvergne.

## Filiation et dépendances
Clermont est fille du couvent des bernardines de Rumilly. Les comptes de 1723-1724 montrent un établissement plutôt pauvre et mal géré : son revenu total est de 5 719 livres, soit environ quatre cents livres par religieuse, le salaire annuel d'un tailleur ou d'un cordonnier ; le déficit de l'année est de 1 395 livres.

## Liste des abbesses
- Gabrielle de Chabannes, dernière abbesse de l'Éclache  et première de Clermont qui, en 1642, se fait « enlever » par un jeune cavalier.